# Mejnik (Aškerc)
Mejnik je balada Antona Aškerca, ki je najprej izšla v Ljubljanskem zvonu leta 1887. Snov za balado je vzeta iz motivov ljudske pripovedke, ki jih je Aškerc slišal od svojega očeta. Velja za prvo realistično balado v slovenski kulturi.

## Vsebina
Glavna oseba je nekdanji vojak Martin, ki se je nekega večera vračal iz sejma, kjer je zaradi dobre kupčije malce preveč popil. Pot ga je zanesla skozi nevaren gozd, kjer je srečal duha (soseda Vida), ki je nosil težko skalo (mejnik). Duh ga je povprašal, kam naj jo odloži, in Martin mu je odvrnil, da tja, od koder jo je vzel. Zjutraj se je prebudil doma, zmeden in brez kakršnegakoli spomina na to, kako je prišel nazaj. Povedo mu, da je umrl njegov sosed Vid.

## Interpretacija
Na prvi pogled gre za grozljivo balado, kakršne so pisali v romantiki. Prikaz duha in plačevanje za grehe po smrti sta romantični prvini. Vendar pesem lahko razumemo tudi drugače. Martin bi s sejma lahko šel opit in bi se mu le zdelo, da vidi duha. V prid slednji razlagi, da gre za bolj realistično pesem, govori tudi motiv boja za zemljo, ki opozarja na stvarne življenjske razmere.
Pesem ima tako epske prvine, kot tudi dramatske. V njej najdemo dialog in monolog. Ima tudi zgradbo dramskega trikotnika:
- zasnova: Martin se vrača iz sejma,
- zaplet: izvemo, da v gozdu straši,
- vrh: prikaz duha,
- razplet: Martinov pobeg,
- razsnova: novica o sosedovi smrti.

## Sodobne priredbe
Balada Mejnik je doživela tudi sodobno glasbeno priredbo. Slovenski raper Klemen Klemen je v svojem albumu Hipnoza (2003) izdal skladbo z enakim naslovom, ki se vsebinsko navezuje na balado.